# 김희철 (정치인)
김희철(金熙喆, 1947년 12월 15일~)은 대한민국의 정치인이다. 제18대 국회의원 및 제20·21대 서울 관악구청장을 지냈다.

## 학력
- 1966년 고창고등학교 졸업
- 1973년 건국대학교 정치외교학 학사
- 1989년 건국대학교 행정대학원 행정학 석사
- 2004년 건국대학교 행정대학원 행정학 박사

## 경력
- 1987년: 평화민주당 창당발기인, 서울특별시 지부 관악구 갑 지구당 사무국장
- 1988년~1996년: 한광옥 국회의원 보좌관
- 1997년~1998년: 김홍일 국회의원 보좌관
- 1997년: 새정치국민회의 서울특별시 지부 관악구 갑 지구당 지방자치위원장, 새정치국민회의 중앙당 지역발전특위 부위원장
- 1997년: 제15대 대통령 선거 새정치국민회의 김대중 대통령 후보 선거대책본부 비서실장
- 1998년 6월 4일: 제2회 전국동시지방선거 당선(민선 2기, 서울특별시 관악구청장, 새정치국민회의, 초선)
- 1998년 7월~2002년 6월: 제20대 서울특별시 관악구청장(민선 2기, 새정치국민회의→새천년민주당, 초선)
- 2002년 6월 13일: 제3회 전국동시지방선거 당선(민선 3기, 서울특별시 관악구청장, 새천년민주당, 재선)
- 2002년 7월~2006년 6월: 제21대 서울특별시 관악구청장(민선 3기, 새천년민주당→민주당, 재선)
- 1999년~2000년: 새정치국민회의 서울특별시 지부 관악구 갑 지구당위원장 직무대행
- 2000년: 중국 내몽골 자치구 후허하오터 시 후허하오터 교육대학 객원교수
- 2001년: 전국시장군수구청장협의회 사무총장
- 2005년: 건국대학교 행정대학원 행정학과 겸임교수
- 2006년: 열린우리당 상임고문 겸 당무위원
- 2007년: 대통합민주신당 상임고문 겸 당무위원
- 2008년 4월 9일: 대한민국 제18대 국회의원 선거 당선(서울 관악구 을, 통합민주당, 초선)
- 2008년 5월~2012년 5월: 제18대 국회의원(서울 관악구 을, 통합민주당→민주당→민주통합당→무소속, 초선)
- 2008년: 제18대 민주당 국회의원 국회 행정안전위원회 위원
- 2008년~2011년: 민주당 서울특별시당 관악구 을 지역위원회 위원장
- 2011년~2012년: 민주통합당 서울특별시당 관악구 을 지역위원회 위원장
- 2011년: 민주통합당 정책위원회 부의장 국회 국토해양위원회 위원
- 2015년 4월: 2015년 상반기 재보궐선거 서울 관악구 을 새정치민주연합 예비후보
- 2016년 2월~2016년 3월: 제20대 국회의원 선거 서울 관악구 을 국민의당 국회의원 예비후보
- 2025년 5월~ : 대한민국헌정회 국토교통위원회 위원장

## 의정 활동
- 2008년 5월~2012년 5월: 제18대 국회의원(서울 관악구 을, 통합민주당→민주당→민주통합당→무소속, 초선)
- 대한민국 국회 행정안전위원회 위원
- 대한민국 국회 저출산고령화대책특별위원회 위원
- 민주당 서울 관악을 당협위원장
- 대한민국 국회 국토해양위원회 위원

## 논란

### 여론조사에 두 번이나 발목잡히다
19대 총선을 앞두고 관악을이 야권연대 경선지역으로 선정되었다. 관악을 현역 의원이었던 김희철 예비후보는 이해찬의 비서관 출신이었던 정태호 예비후보를 민주당 당내경선에서 이기고, 이정희 통합진보당 후보와 야권단일후보를 결정하는 전화 여론조사 경선에서 패배한다. 그러나 여론조사의 공정성에 의문을 제기한 김희철 의원은 무소속 출마를 강행하였다. 이후 이정희 측에서 여론조사 조작내용이 드러나고 사퇴압력이 거세지자 이정희 후보는 사퇴하고, 이상규 통합진보당 은평을 예비후보를 관악을 지역 야권단일후보로 추대하여 19대 총선에서 맞붙은 결과, 야권연대 후보인 통합진보당 이상규 후보, 새누리당 오신환 후보에 이어 득표율 3위로 김희철 의원은 낙선하게 된다. 두 번째는 2015년 4월 재보선 관악을 지역에 새정치민주연합 후보자리를 놓고 새정치민주연합 관악을 당협위원장인 정태호 예비후보와 경선을 치른 결과, 권리당원 투표에서는 51%로 김희철 예비후보가 이겼으나(정태호 49%) 여론조사에서 정태호 후보가 51.6%로 뒤집어(김희철 48.4%) 김희철 예비후보는 고배를 마시게 된다. 경선 이후 김희철 전 의원은 "정태호 후보는 여론조작을 통해 후보가 됐으며 여론조사와 관련한 질문 등 관련 자료 공개를 거부하고 있다"고 말하면서 정태호 후보의 관악을 선거유세 지원을 절대 안 할 것이라고 공식 선언하였다.

## 저서
- 2001년: 《새벽을 여는 마음》
- 2003년: 《첫마음》
- 2005년: 《주택 재개발 사업의 이해》

## 가족 관계
- 배우자: 조선자
  - 딸: 김정윤, 김정연
    - 사위: 김호원, 한강욱

## 역대 선거 결과
|  | 56.54% |

|  | 53.13% |

|  | 33.41% |

|  | 46.50% |

|  | 28.47% |

|  | 6.16% |

## 소속 정당
| 소속 정당 | 소속 정당      | 소속 기간 | 비고           |
| --------- | -------------- | --------- | -------------- |
|           | 평화민주당     | 1987~1991 | 창당 정계 입문 |
|           | 신민주연합당   | 1991      | 당명 변경      |
|           | 민주당         | 1991~1995 | 합당           |
|           | 무소속         | 1995      | 탈당           |
|           | 새정치국민회의 | 1995~2000 | 창당           |
|           | 새천년민주당   | 2000~2005 | 합당           |
|           | 민주당         | 2005~2007 | 당명 변경      |
|           | 중도통합민주당 | 2007      | 합당           |
|           | 민주당         | 2007~2008 | 당명 변경      |
|           | 통합민주당     | 2008      | 합당           |
|           | 민주당         | 2008~2011 | 당명 변경      |
|           | 민주통합당     | 2011~2012 | 합당           |
|           | 무소속         | 2012~2014 | 탈당           |
|           | 새정치연합     | 2014      | 창당준비위원회 |
|           | 새정치민주연합 | 2014~2015 | 창당           |
|           | 무소속         | 2015      | 탈당           |
|           | 새정치민주연합 | 2015      | 복당           |
|           | 더불어민주당   | 2015      | 당명 변경      |
|           | 무소속         | 2015~2016 | 탈당           |
|           | 국민의당       | 2016~2018 | 창당           |
|           | 바른미래당     | 2018      | 합당           |
|           | 무소속         | 2018      | 탈당           |
|           | 민주평화당     | 2018~2020 | 창당           |
|           | 무소속         | 2020      | 탈당           |
|           | 대안신당       | 20202     | 창당           |
|           | 민생당         | 2020      | 합당           |
|           | 무소속         | 2020      | 탈당           |
|           | 더불어민주당   | 2020~현재 | 복당 정계 은퇴 |

## 같이 보기
- 관악구 을
- 서울 관악구의 국회의원
- 관악구청장